# Barangay
Das Barangay (seltener Baranggay), früher unter der Bezeichnung Barrio bekannt, ist die unterste Ebene in der Verwaltungsstruktur auf den Philippinen, die im Aufbau sehr einem Dorf bzw. einem Stadt- oder Ortsteil ähnelt. Innerhalb der Barangays kann es noch Sitios geben.
Gemeinden und Städte setzen sich aus einzelnen Barangays zusammen.
Es gibt auf den Philippinen insgesamt 42.026 Barangays (Stand 31. März 2011).

## Geschichte
Ursprünglich beschreibt das Wort Barangay eine relativ kleine Gemeinschaft von 50 bis 100 Familien. Die meisten Dörfer bestehen aus 30 bis 100 Häusern und haben eine Einwohnerzahl von 100 bis 500 Personen.
Das Wort selbst leitet sich von einer alten Bezeichnung für ein malaiisches Boot ab, welches balangay hieß. Diese Verbindung zwischen Gemeinschaft und Boot unterstützt einige Theorien zur vorkolonialen Geschichte der Philippinen. Sie behandeln die Frage, wie die einzelnen Küsten-Barangays entstanden sind. Dazu wird als Möglichkeit angegeben, dass jedes dieser Küsten-Barangays von Siedlern gegründet worden ist, die per Boot von anderen Orten in Südostasien kamen.
Die meisten Siedlungen entstanden entlang der Küsten und Flussläufe der Inseln, da hier mit Fischen und Früchten eine gute Nahrungsgrundlage gegeben war. Zudem bewegten sich die Menschen zumeist entlang oder auf dem Wasser von einem Ort zum nächsten. Das Süßwasser der Flüsse diente den Menschen als Trinkquelle, zum Waschen und zum Baden. Auch waren küstennahe Siedlungen leichter für Händler erreichbar. Durch die geschäftliche Verbindung zu Kaufleuten kamen die Einheimischen mit anderen Kulturen und Zivilisationen in Kontakt, wie den Chinesen, den Indern und den Arabern, womit diese Lage deren wirtschaftlicher Entwicklung zugutekam. So erreichten die Küstensiedlungen in Manila, Iloilo, Panay, Cebu, Jolo und Butuan ein hohes kulturelles Niveau.
Nach dem Eintreffen der spanischen Kolonisten wurden verschiedene Barangays zu Dörfern zusammengefasst. Jedes Barangay innerhalb eines Dorfes wurde von einem Cabeza de barangay (Barangay-Oberhaupt) geführt, das der Oberschicht der Gemeinden der spanischen Philippinen angehörte.
Das Amt wurde ursprünglich von den ersten Datus, die die Stellung eines Cabezas de Barangay innehatten, weiter vererbt, später, nach Ende der spanischen Regentschaft, wurde das Amt durch eine Wahl vergeben. Die Hauptaufgabe des Cabeza de Barangay war die Eintreibung der Steuern von den Einwohnern seines Verantwortungsbereiches.
Nach der Kolonialübernahme der Amerikaner gewann die Bezeichnung Barrio eine andere Bedeutung, als die meisten Barangays mit Namen ausgestattet wurden. Der Begriff Barrio hielt sich bis lange in das 20. Jahrhundert, bis Präsident Ferdinand Marcos eine Anordnung herausgab, die die Bezeichnung Barrio durch den Begriff Barangay ersetzte. Trotzdem ist im Sprachgebrauch bei manchen Leuten noch immer die alte Bezeichnung Barrio präsent.

## Verwaltungsstruktur
Jedes Barangay wird von einem Vorsitzenden (Punong Baranggay oder Barangay Captain) geführt. Dieser leitet den Barangay-Rat (Sangguniang Baranggay), der sich aus sieben Barangay-Räten (Kagawad) zusammensetzt. Außerdem besitzt jedes Barangay einen Jugendrat (Sangguniang Kabataan oder SK), der aus dem SK-Präsidenten oder dem Vorsitzenden des SK-Rates besteht. Dieser leitet jugendorientierte Aktivitäten im Barangay, wie beispielsweise Basketball-Vereine.
Insgesamt gibt es acht Mitglieder des Rates, von denen jeder einen eigenen Verantwortungsbereich leitet. Die Bereiche sind: (1) Bereich für Ruhe und Ordnung, (2) Infrastruktur, (3) Bildung, (4) Gesundheit, (5) Landwirtschaft, (6) Tourismus, (7) Finanzen und (8) Sport und Jugend. Zu jedem Bereich werden drei Mitglieder ernannt, die die Arbeit des Vorsitzenden unterstützen.
Die Struktur ist die gleiche wie bei den Provinz- und bei den Gemeindeverwaltungen.

## Liga ng mga Barangay
Auf den Philippinen gibt es seit geraumer Zeit eine Vereinigung von Barangays; die Liga ng mga Barangay (Deutsch: Liga der Barangays). Referenzen beziehen sich zumeist auf deren alte Bezeichnung Association of Barangay Captains (ABC).
Sie repräsentiert alle 42.026 Barangays und ist somit die größte Basisorganisation der Philippinen.

## Andere Verwendungen
Die Bezeichnung Barangay wird auch als Beiname von Personen benutzt. Zum Beispiel trägt ein Sponsor des Basketballteams Ginebra San Miguel den Beinamen Barangay Ginebra.